# Coscinasterias
Coscinasterias Verrill, 1870 è un genere di echinoderma della famiglia degli Asteriidae.

## Specie
- Coscinasterias acutispina (Stimpson, 1862)
- Coscinasterias calamaria (Gray, 1840)
- Coscinasterias muricata Verrill, 1870
- Coscinasterias tenuispina (Lamarck, 1816)